# Statuenmenhir U Scumunicatu

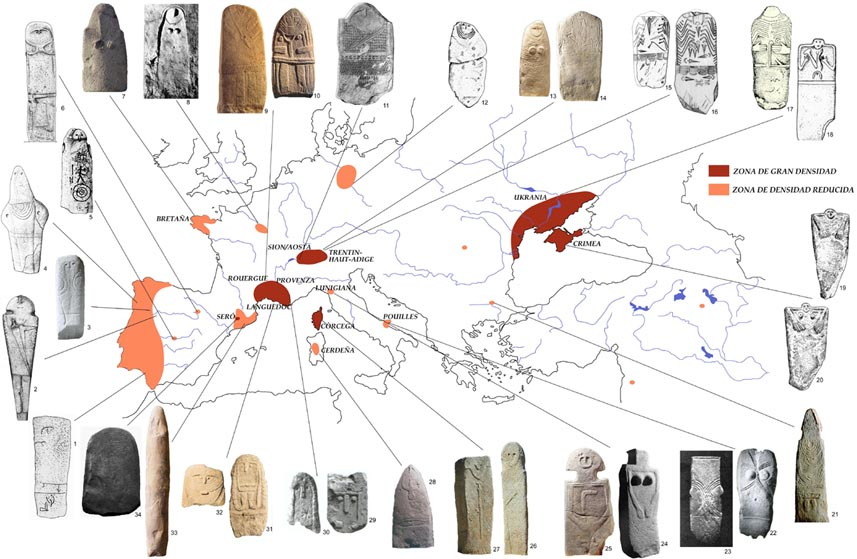
Europäische Statuenmenhire

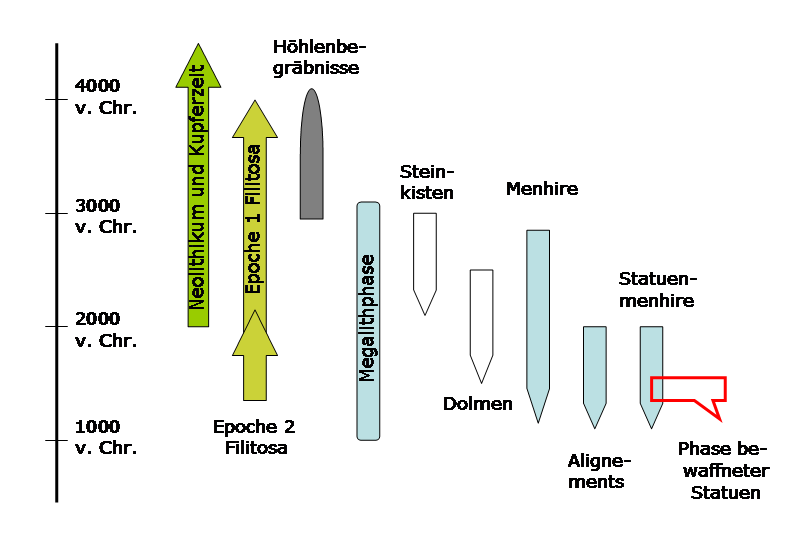
Zeitstellung korsischer Megalithen

Der Statuenmenhir U Scumunicatu steht nordöstlich von Cargèse, im Département Corse-du-Sud auf Korsika in Frankreich.

## Fund
Der 1993 zufällig bei landwirtschaftlichen Arbeiten entlang des Baches Bubbia gefundene, in drei Teile zerbrochene Statuenmenhir wurde restauriert und östlich der D 181 (Chemin de Paomia) neben einem Bauernhof am Wanderweg Tra Mare E Monti aufgestellt. Er ist ein Menhir der Stufe 4.

## Typologie
Roger Grosjean stellte im Jahr 1967 eine sechsstufige typologische Klassifizierung der korsischen Menhire und Statuenmenhire vor, die in erster Linie auf das Vorhandensein oder Fehlen von Waffen beruht.
- Stufe 1: Weniger als einen Meter hohe Monolithen oder Baityloi,
- Stufe 2: Protoanthropomorph, die menschliche Form schematisch dargestellt,
- Stufe 3: Anthropomorphe Figur mit separatem Kopf und Körper; selten mehr als zwei Meter hoch, unterteilt in:
- Stufe 4: „Südliche Statuenmenhire, unbewaffnet“, verfügen über anatomische Details vor allem im Gesicht (Augen, Nase, Mund).
- Stufe 5: „Südliche Statuenmenhire, bewaffnet“ mit Schwertern, Dolchen und Helmen oder Brustpanzern; anatomische Details sind nicht herausgearbeitet (Gürtel und Lendenschurz).
- Stufe 6: „Nördliche Statuenmenhire, unbewaffnet“, dünner und schlanker als die bisherigen Statuen; langer Hals und Ohren.